# Andigã
Andigã (em grego: Ανδιγάν; romaniz.: Andigán) foi um oficial do século VI, ativo sob o xá Hormisda IV (r. 579–590). Em 581, foi enviado como emissário para discutir a paz com Zacarias próximo de Dara, na fronteira entre o Império Bizantino e o Império Sassânida. Durante as discussões, tentou intimidar os bizantinos através de seu conhecimento das dificuldades bizantinas em outros pontos do império, mas foi repelido por Zacarias. Em seguida, tentou colocar pressão sobre Zacarias ao chamar atenção para o exército de Tamcosroes que estava estacionado próximo de Nísibis, o que levou ao fim das negociações e o recomeço do conflito.